# Castillo (espeleología)
El término castillo se ha propuesto en las islas Canarias para denominar a un tipo de espeleotema primario presente en cavidades volcánicas. Se trata de un tipo de estalagmita de lava de aspecto basto. Fue propuesto por primera vez en la isla de La Palma en 1997, y su uso no está extendido.